# Шипенвил (Пенсилванија)
Шипенвил (енгл. Shippenville) град је у америчкој савезној држави Пенсилванија.

## Демографија
По попису из 2010. године број становника је 480, што је 25 (-5,0%) становника мање него 2000. године.
| Група             | 2000.       | 2010.       |
| Белци             | 497 (98,4%) | 473 (98,5%) |
| Афроамериканци    | 0 (0,0%)    | 0 (0,0%)    |
| Азијати           | 3 (0,6%)    | 2 (0,4%)    |
| Хиспаноамериканци | 3 (0,6%)    | 1 (0,2%)    |
| Укупно            | 505         | 480         |